# Hemliga bäcken
Hemliga bäcken är ett vattendrag i Vändåtbergets naturreservat. Det avvattnar Ytterbergets nordsida.
Bäcken är ungefär en kilometer lång och mynnar ut i Älgtjärnen. Den totala fallhöjden är 35 meter.
Bäcken har fått sitt namn av att den rinner under jord i nästan hela sin sträckning och då bara avslöjas av sitt porlande. Vattnet i bäcken sägs vara det bästa dricksvattnet i hela området.

## Bildgalleri

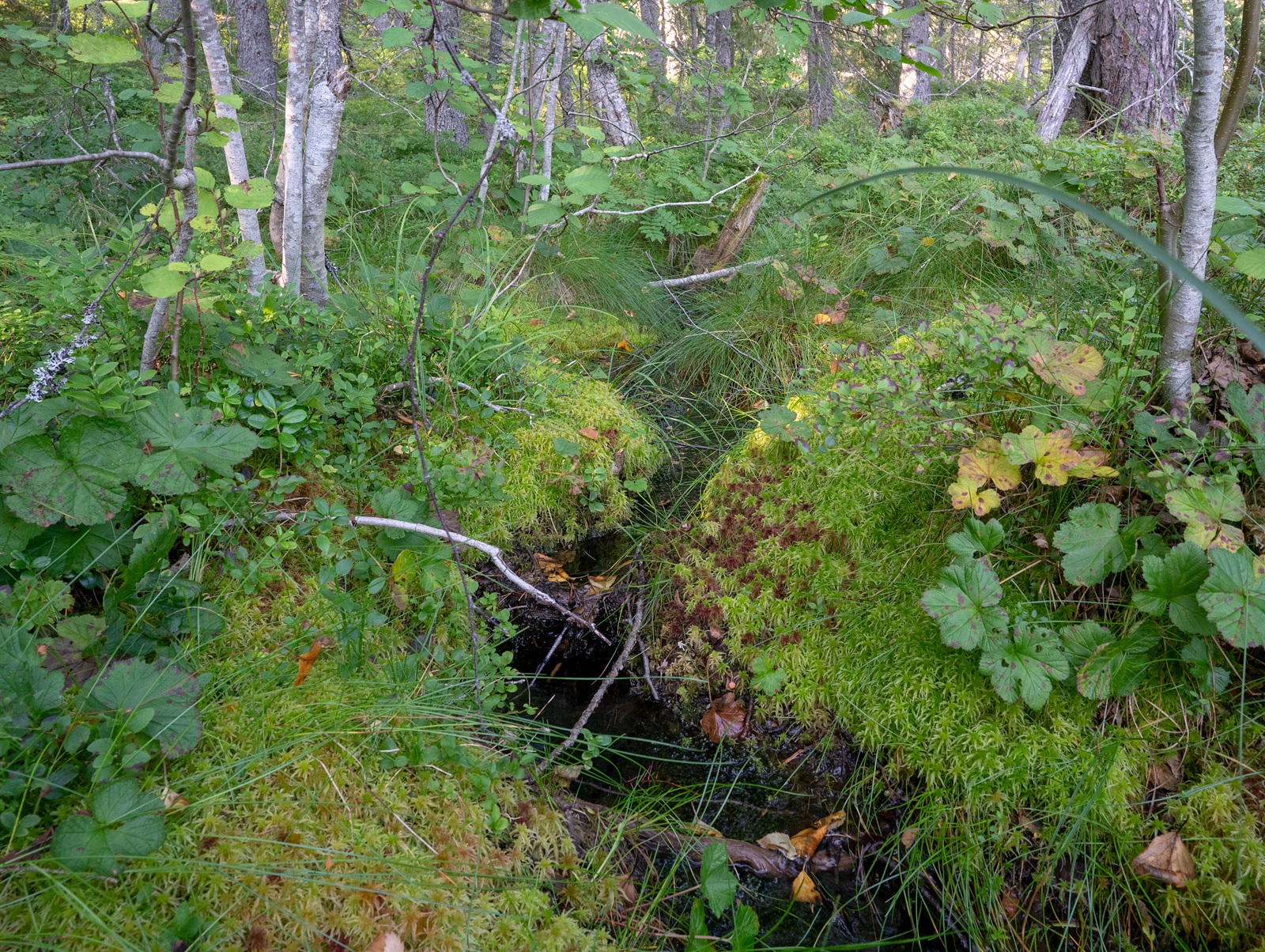
Hemliga bäcken på väg mot Älgtjärnen.